# 交力坪鐵色
交力坪鐵色（学名：Drypetes karapinensis）为大戟科鐵色屬下的一个种。

## 扩展阅读
- 維基物種上的相關：交力坪鐵色